# Hannovers voetbalkampioenschap 1913/14
In 1913/14 werd het elfde Hannovers voetbalkampioenschap gespeeld, dat georganiseerd werd door de Noord-Duitse voetbalbond. De voetbalbond (NFV) richtte dit jaar een competitie in voor alle topclubs NFV-Liga. Hannoverscher FC 96 en Eintracht 1898 Hannover werden hiervoor geselecteerd. BV Hannovera 1898 fusioneerde met Hannoverscher FC 96 om zo Hannoverscher SV 96 te vormen. 
Het Hannovers kampioenschap was dit jaar dus de tweede klasse. Na dit seizoen brak de Eerste Wereldoorlog uit en werd de NFV-Liga afgeschaft. 

## Eindstand
| Plaats | Club                       | Wed. | W | G | V | Saldo | Ptn  |
| ------ | -------------------------- | ---- | - | - | - | ----- | ---- |
| 1.     | SC 02 Hannover             | 10   | 6 | 4 | 0 | 37:9  | 16:4 |
| 2.     | SV Hohenzollern Hildesheim | 10   | 6 | 1 | 3 | 28:21 | 13:7 |
| 3.     | VfB Hannover               | 10   | 4 | 4 | 2 | 21:17 | 12:8 |
| 4.     | SC Elite 06 Hannover       | 10   | 4 | 1 | 5 | 23:23 | 9:11 |
| 5.     | SV 1906 Hildesheim         | 9    | 2 | 1 | 6 | 13:30 | 5:13 |
| 6.     | BV Werder 1910 Hannover    | 9    | 1 | 1 | 7 | 7:29  | 3:15 |

|  | Kampioen |